# La Noue
La Noue ist eine französische Gemeinde mit 377 Einwohnern (Stand 1. Januar 2022) im Département Marne in der Region Grand Est (vor 2016 Champagne-Ardenne). Sie gehört zum Arrondissement Épernay und zum Kanton Sézanne-Brie et Champagne.

## Geografie
La Noue liegt etwa 90 Kilometer östlich des Pariser Stadtzentrums. Umgeben wird La Noue von den Nachbargemeinden Les Essarts-lès-Sézanne im Norden und Nordosten, Mœurs-Verdey im Osten, Esternay im Süden und Westen sowie Champguyon im Nordwesten.
Durch die Gemeinde führt die Route nationale 4.

## Bevölkerungsentwicklung
| Jahr                       | 1962 | 1968 | 1975 | 1982 | 1990 | 1999 | 2006 | 2011 | 2018 |
| -------------------------- | ---- | ---- | ---- | ---- | ---- | ---- | ---- | ---- | ---- |
| Einwohner                  | 248  | 212  | 194  | 201  | 172  | 217  | 259  | 347  | 415  |
| Quellen: Cassini und INSEE |      |      |      |      |      |      |      |      |      |

## Sehenswürdigkeiten

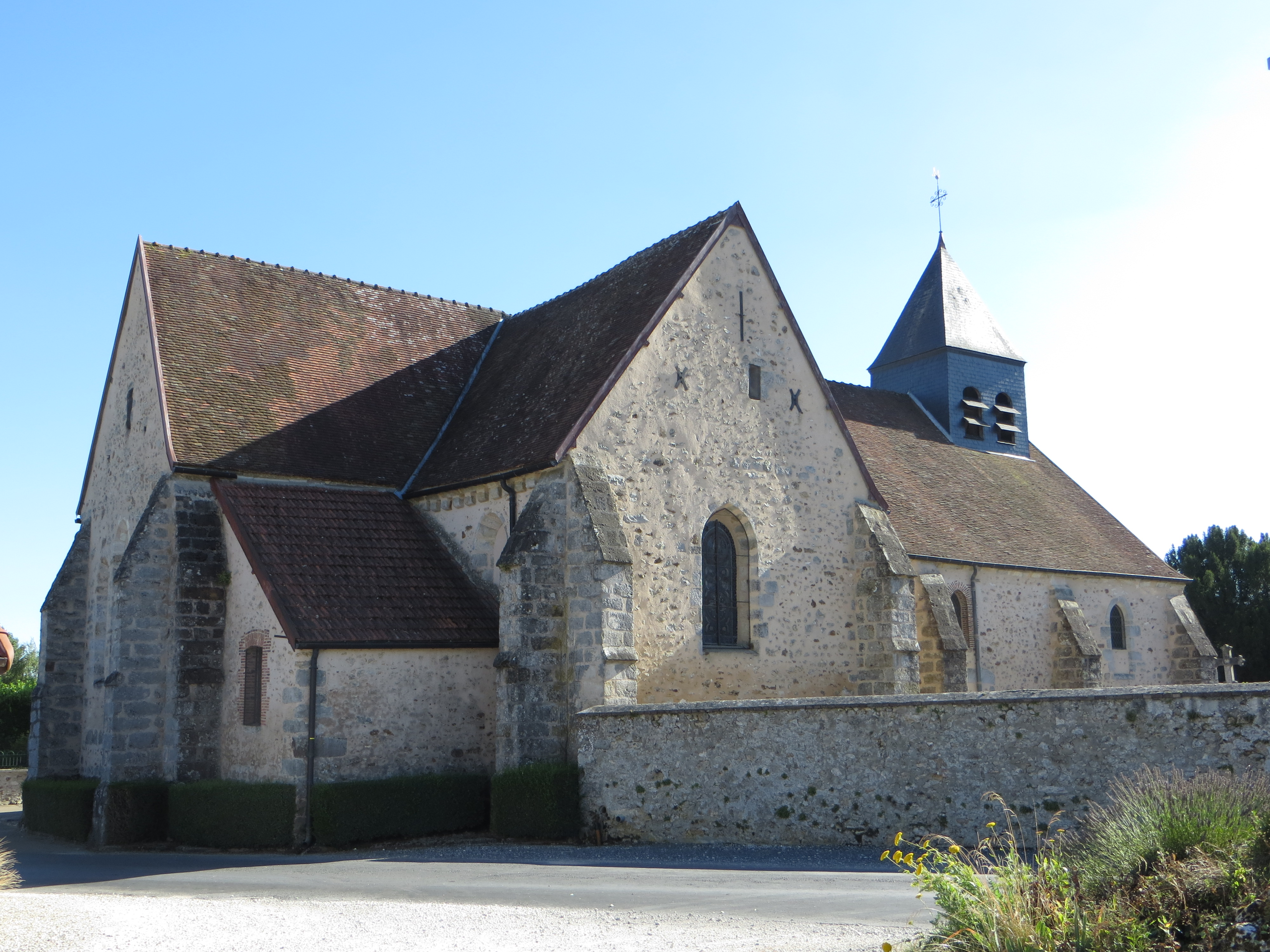
Kirche Saint-Maurice

- Kirche Saint-Maurice
- Schloss Les Grandes

## Persönlichkeiten
- François Levaillant (1753–1824), Schriftsteller und Ornithologe